# Форт-Шевченко (аэропорт)
Форт-Шевченко — бывший аэропорт местных воздушных линий в Мангистауской области Казахстана, вблизи одноимённого города.
Аэродром класса В, был рассчитан на приём самолётов Ан-24, Як-40 и всех более лёгких, а также вертолётов всех типов. В 1990-х аэродром заброшен и с тех пор используется как посадочная площадка для самолётов класса А (Ан-2 и им подобные) и вертолётов при проведении авиационных работ.